# Amaury Barlais
Amaury Barlais, né à Jaffa et mort avant juin 1253, est un baron du royaume de Chypre. Il est le fils de Renaud Barlais, bailli de Jaffa en 1197, et de son épouse Isabelle de Bethsan.
Amaury s'installe à Chypre très tôt, où il s'élève pour devenir l'un des principaux barons du royaume, ainsi que l'un des opposants à la famille d'Ibelin. En 1227, il est nommé par la reine douairière Alix de Champagne-Jérusalem, vivant alors en exil volontaire, comme bailli pour son fils encore mineur, Henri Ier. Cette nomination est toutefois rejetée par la Haute cour de l'île, qui nomme à la régence d'Henri, Philippe d'Ibelin. Amaury rejoint alors Alix en exil à Tripoli, où il prend contact, par l'intermédiaire de son aide Gavin de Chenichy, avec l'empereur Frédéric II, alors en préparation pour la sixième croisade.
En juillet 1228, Frédéric II débarque à Chypre et met temporairement fin au gouvernement de Jean d'Ibelin, surnommé « le vieux seigneur de Beyrouth ». Il crée ensuite un conseil de régence composé de cinq membres comprenant Amaury, Gavin de Chenichy, Amaury de Bethsan, Hugues de Besmedin et Guillaume de Rivet. Le 3 septembre 1228, Frédéric II part pour Acre, emmenant Henri Ier et Jean d'Ibelin avec lui. Avant son départ, il vend le bailliage de Chypre à Amaury et ses quatre collègues, recueillant ainsi des recettes pour trois années.
À la fin de la sixième croisade, l'empereur repart pour l'Italie le 1er mai 1229. Jean d'Ibelin en profite pour reprendre les armes et il bat le conseil impérial lors d'une bataille aux abords de Nicosie le 14 juillet 1229, commençant ainsi la guerre des Lombards. Amaury doit alors s'enfuir à l'été 1230 avec le jeune roi et ses sœurs au château de Dieu d'Amour, où il est en capacité de résister à un siège pendant un an. Victorieux, Jean d'Ibelin force Amaury à renoncer à son règne à Chypre, soutenu par la Haute cour et le roi.
En février 1232, Amaury est contraint de prendre part à la campagne de Jean d'Ibelin contre le gouverneur impérial du royaume de Jérusalem, Richard Filangieri. Dès que l'armée chypriote débarque près de Tripoli, il se retire avec quelques compagnons pour rejoindre Filangieri. Alors que Jean d'Ibelin et ses partisans sont occupés à combattre sur le continent, Amaury se voit confier une armée par Filangieri, avec laquelle il a fait des ravages à Chypre, alors sans défense, et conquiert plusieurs châteaux. Après la victoire à Casal-Imbert le 2 mai 1232, Filangieri traverse Chypre pour achever la conquête de l'île. Mais un mois plus tard, les troupes de Jean d'Ibelin ont également pu retourner sur l'île avec l'aide des Génois et, le 15 mai 1232, ils sont victorieux sur Filangieri lors de la bataille d'Agridi. Amaury et ses compagnons d'armes sont de nouveau contraints de fuir Chypre, cette fois au royaume arménien de Cilicie. En avril 1233, Kyrenia, le dernier château de Chypre détenu par la famille impériale, tombe à son tour.
Il épouse Agnès Mazoir, fille de Bertrand Mazoir, seigneur de Margat, et de son épouse Raymonde Brisebarre, avec qui il a six enfants :
- Amaury Barlais, cité dans les Lignages d'Outremer où il est spécifié qu'il meurt sans héritier ;
- Guillaume Barlais, cité dans les Lignages d'Outremer où il est spécifié qu'il meurt sans héritier, ce qui est probablement faux ;
- Jean Barlais, cité dans les Lignages d'Outremer où il est spécifié qu'il meurt sans héritier ;
- Renaud Barlais, cité dans les Lignages d'Outremer où il est spécifié qu'il meurt sans héritier ;
- Aimery Barlais, cité dans les Lignages d'Outremer où il est spécifié qu'il meurt sans héritier ;
- Philippa Barlais, qui épouse Guy d'Ibelin, connétable de Chypre, avec qui elle a dix enfants.